# Malaza
Malaza is een geslacht van vlinders van de familie dikkopjes (Hesperiidae), uit de onderfamilie Hesperiinae.

## Soorten
- M. carmides (Hewitson, 1868)
- M. empyreus (Mabille, 1878)
- M. fastuosus (Mabille, 1884)